# Ceratòpsids
Els ceratòpsids (Ceratopsidae) són una família variada de dinosaures marginocèfals que comprèn gèneres com ara el triceratop o l'estiracosaure. Totes les espècies conegudes eren herbívores i quadrúpedes del Cretaci superior de l'oest de Nord-amèrica (exceptuant el turanoceratop i el sinoceratop que es coneixen d'Àsia), i es caracteritzaven pels seus becs, per fileres de dents mastegadores al darrere de la mandíbula, i per les seves banyes i crestes. El grup se subdivideix en dues subfamílies. Els Ceratopsinae o Chasmosaurinae es caracteritzen generalment per llurs crestes llargues i triangulars i per les seves banyes laterals ben desenvolupades. Els Centrosaurinae tenien unes banyes centrals ben desenvolupades, i crestes més curtes, rectangulars i amb punxes.
Aquestes banyes i crestes són molt variades i són el mitjà principal pel qual es distingeixen les diverses espècies. La seva utilitat no està molt clara. És possible que les usessin per defensar-se dels predadors - tot i que, en algunes espècies, les crestes són relativament fràgils - però és més probable que, com en els ungulats actuals, formessin part del ritual d'aparellament, en què s'utilitzarien per a atraure membres del gènere oposat o per batre's amb rivals. Els ossos del crani del paquirinosaure i l'aquelousaure s'assembla als que hi ha a la base de les banyes en els bous actuals, cosa que suggereix que s'enfrontaven amb cops de cap com les cabres. Sovint s'han trobat centrosaures en grans "cementiris" sense gairebé altres espècies, un indici que aquests animals podrien haver viscut en grans ramats.

## Descripció
Els ceratòpsids es van diferenciar d'altres neoceratopsi més basals, per la presència de grans volants en el clatell i de banyes definides. La boca tènia un fort bec i dents esmicoladores enrere. Tots foren quadrúpedes i de major grandària que les formes asiàtiques.

## Taxonomia
- Infraordre Ceratopsia
- FAMÍLIA CERATOPSIDAE
  - Subfamília Centrosaurinae
    - Achelousaurus - (Montana, EUA)

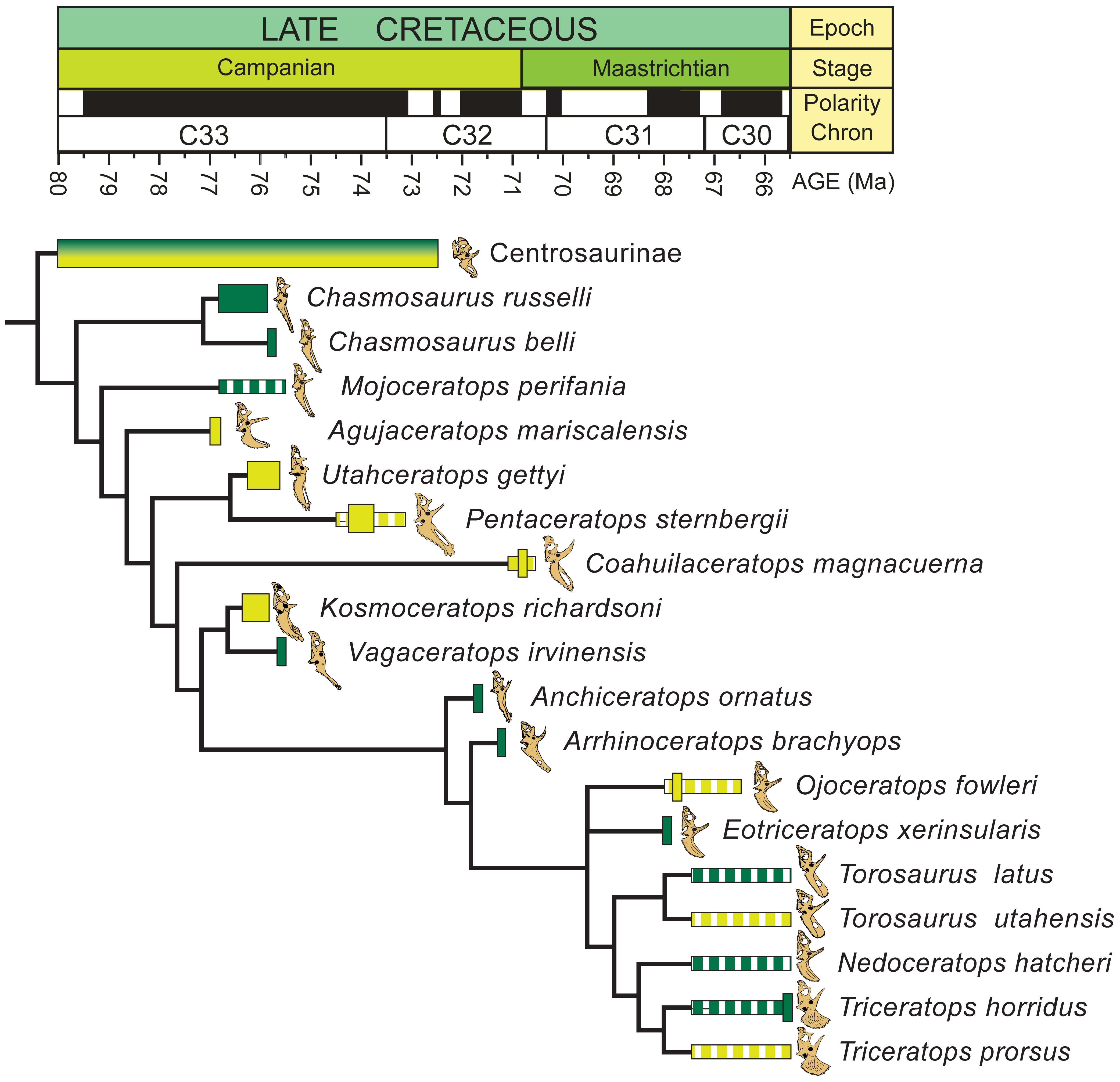
Filogènia dels ceratopsins segons Sampson et al. (2010)

    - Albertaceratops - (Alberta, Canadà i Montana, EUA)
    -  ? Avaceratops - (Montana, EUA)
    - Brachyceratops - (Montana, EUA i Alberta, Canadà)
    - Centrosaurus - (Alberta, Canadà)
    - Diabloceratops - (Montana, EUA)
    - Einiosaurus - (Montana, EUA)
    - Monoclonius - (Montana, EUA i Alberta, Canadà)
    - Rubeosaurus - (Montana, EUA)
    - Sinoceratops - (Shandong, Xina)
    - Styracosaurus - (Alberta, Canadà i Montana, EUA)
    - Pachyrhinosaurus - (Alberta, Canadà i Alaska)

  - Subfamília Ceratopsinae
    - Ceratops - (Montana, EUA i Alberta, Canadà)

  - Subfamília Chasmosaurinae
    - Agathaumas - (Wyoming, EUA)
    - Agujaceratops - (Texas, EUA)
    - Anchiceratops - (Alberta, Canadà)
    - Arrhinoceratops - (Alberta, Canadà)
    - Chasmosaurus - (Alberta, Canadà)
    - Coahuilaceratops - (Coahuila, Mèxic)
    -  ? Dysganus - (Montana, USA)
    - Kosmoceratops - (Utah, EUA)
    - Medusaceratops - (Montana, EUA)
    - Mojoceratops - (Alberta i Saskatchewan, Canadà)
    - Ojoceratops - (Nou Mèxic, EUA)
    - Pentaceratops - (Nou Mèxic, EUA)
    -  ? Polyonax - (Colorado, EUA)
    - Tatankaceratops - (Dakota del Sud, EUA)
    -  ? Turanoceratops - (Uzbekistan)
    - Utahceratops - (Utah, EUA)
    - Vagaceratops - (Alberta, Canadà)
    - Tribu Triceratopsini
      - Eotriceratops - (Alberta, Canadà)
      - Nedoceratops - (Wyoming, EUA)
      - Titanoceratops - (Nou Mèxic, EUA)
      - Triceratops - (Montana, Wyoming, EUA i Saskatchewan, Alberta, Canadà)
      - Torosaurus - (Wyoming, Montana, Dakota del Sud, Dakota del Nord, Utah i Saskatchewan)